# Prunus tenella

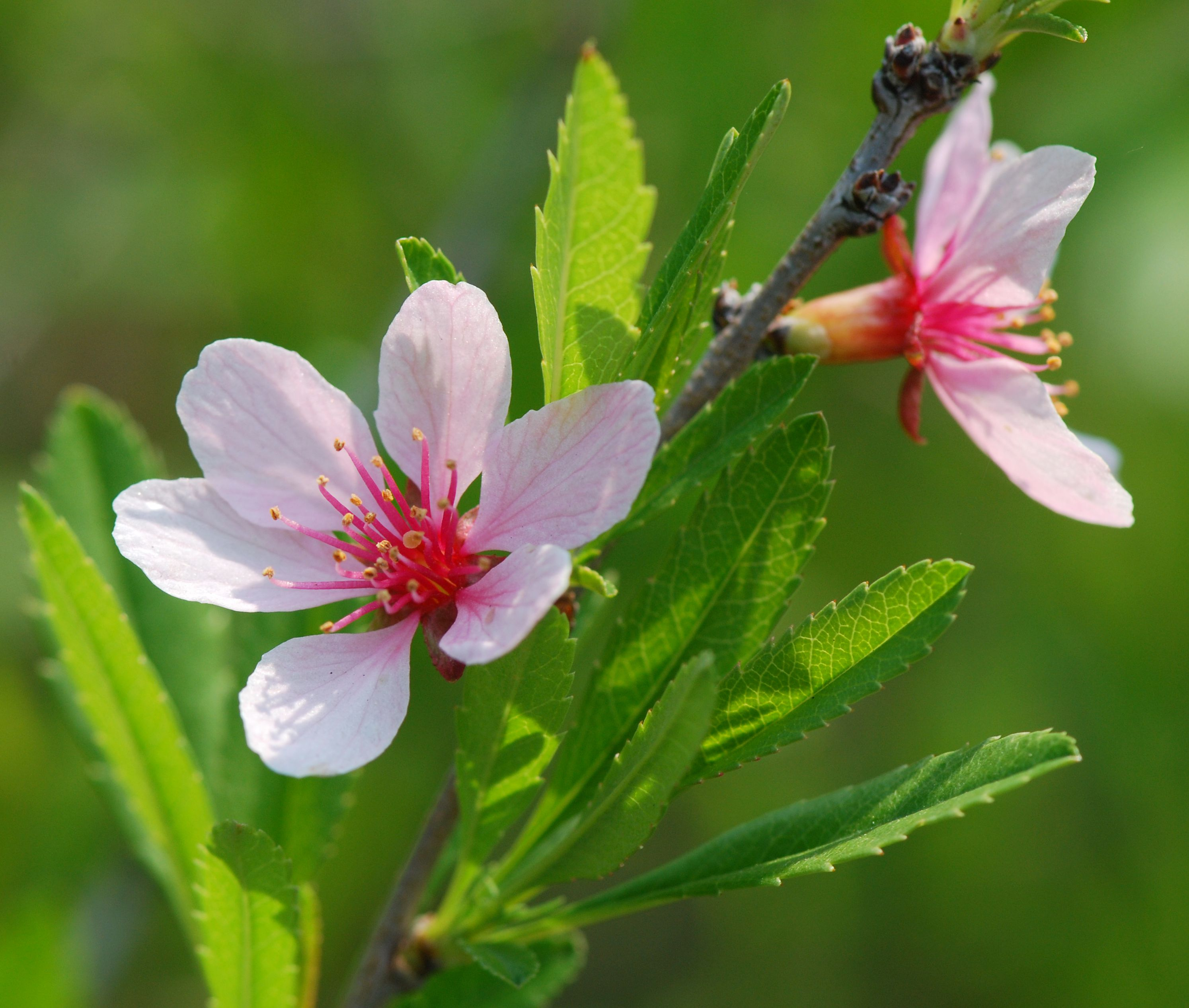
""Prunus tenella""

Espèce
Classification phylogénétique
Prunus tenella, l'amandier nain, est une espèce de plantes à fleurs de la famille des Rosaceae et du genre Prunus.

## Description
Prunus tenella est un arbrisseau de 80 cm à 1,50 mètre de haut, à feuilles caduques.
Les feuilles sont lancéolées, de 2,5-6 × 0,8-3 cm, bordées de longues dents aiguës et rassemblées en formation serrées sur de courts rameaux. La base est cunée à atténuée.
Les fleurs solitaires, hermaphrodites sont roses. Elles épanouissent avec les premières feuilles. L'hypanthium pourpre à brun, cylindrique fait 5-8 × 4-4 mm. Les sépales ovées font 3-4 mm et les pétales, roses ou veinées de rose, entourent les nombreuses étamines plus courtes que les pétales.
Le fruit est une drupe ovoïde de 1-2 × 1,2-1,8 cm, de couleur jaune paille, au mésocarpe sec.

## Synonymes
Il a d'abord été décrit par Linné comme Amygdalus nana L. D'après GRIN les synonymes sont :
- (=) Amygdalus georgica Desf.
- (=) Amygdalus gessleriana G. Kirchn.
- (=) Amygdalus ledebouriana Schltdl.
- (=) Amygdalus nana L.
- (=) Prunus ledebouriana (Schltdl.) Y. Y. Yao
- (=) Prunus nana (L.) Stokes
- (=) Prunus sweginzowii Koehne
- (=) Prunus tenella f. alba (C. K. Schneid.) Rehder
- (=) Prunus tenella f. gessleriana (G. Kirchn.) Rehder

## Distribution
L'amandier nain se trouve à l'état sauvage :
- en Europe, en Autriche orientale, au sud de la Moravie, en Hongrie, en Bulgarie, au sud-est de l'ancienne Yougoslavie, et dans le sud-ouest de l'Albanie ;
- en Asie tempérée, dans les steppes du sud de la Russie, au Kazakhstan, dans le Caucase et l'Altaï, et dans le Xinjiang (Chine).

## Illustrations

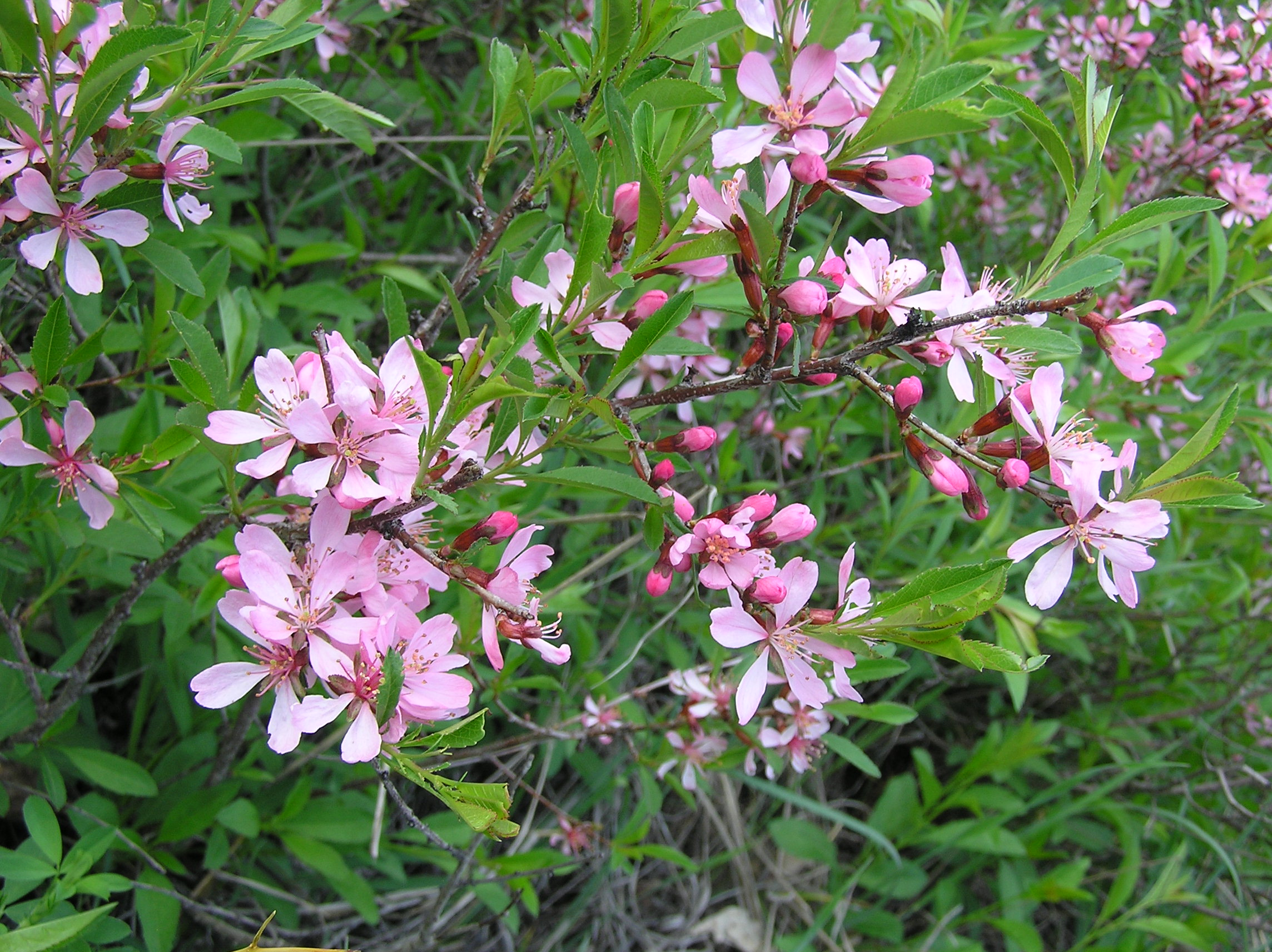
Fleurs d'amandier nain.
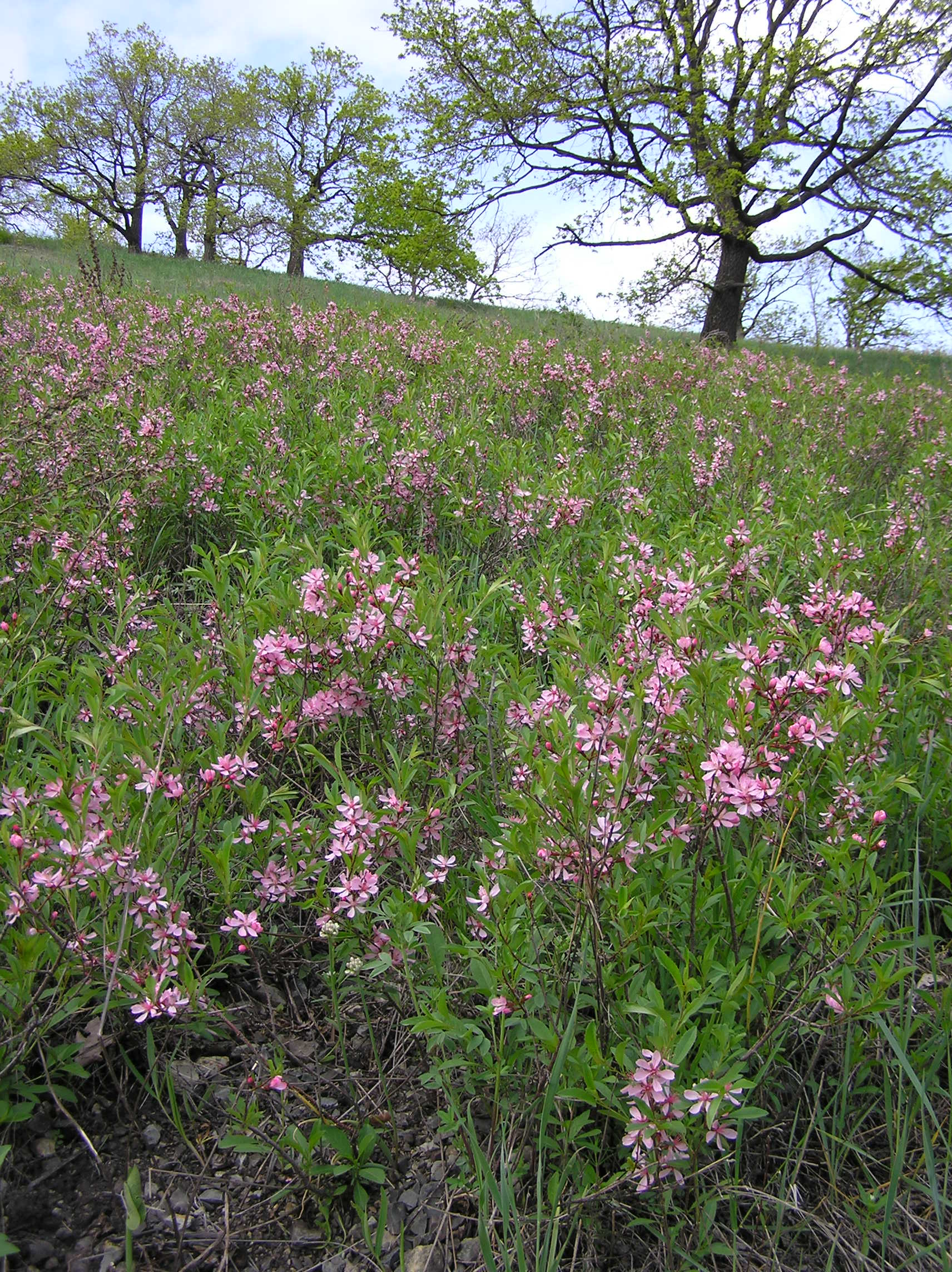
Amandiers nains à l'état sauvage près de Saratov.
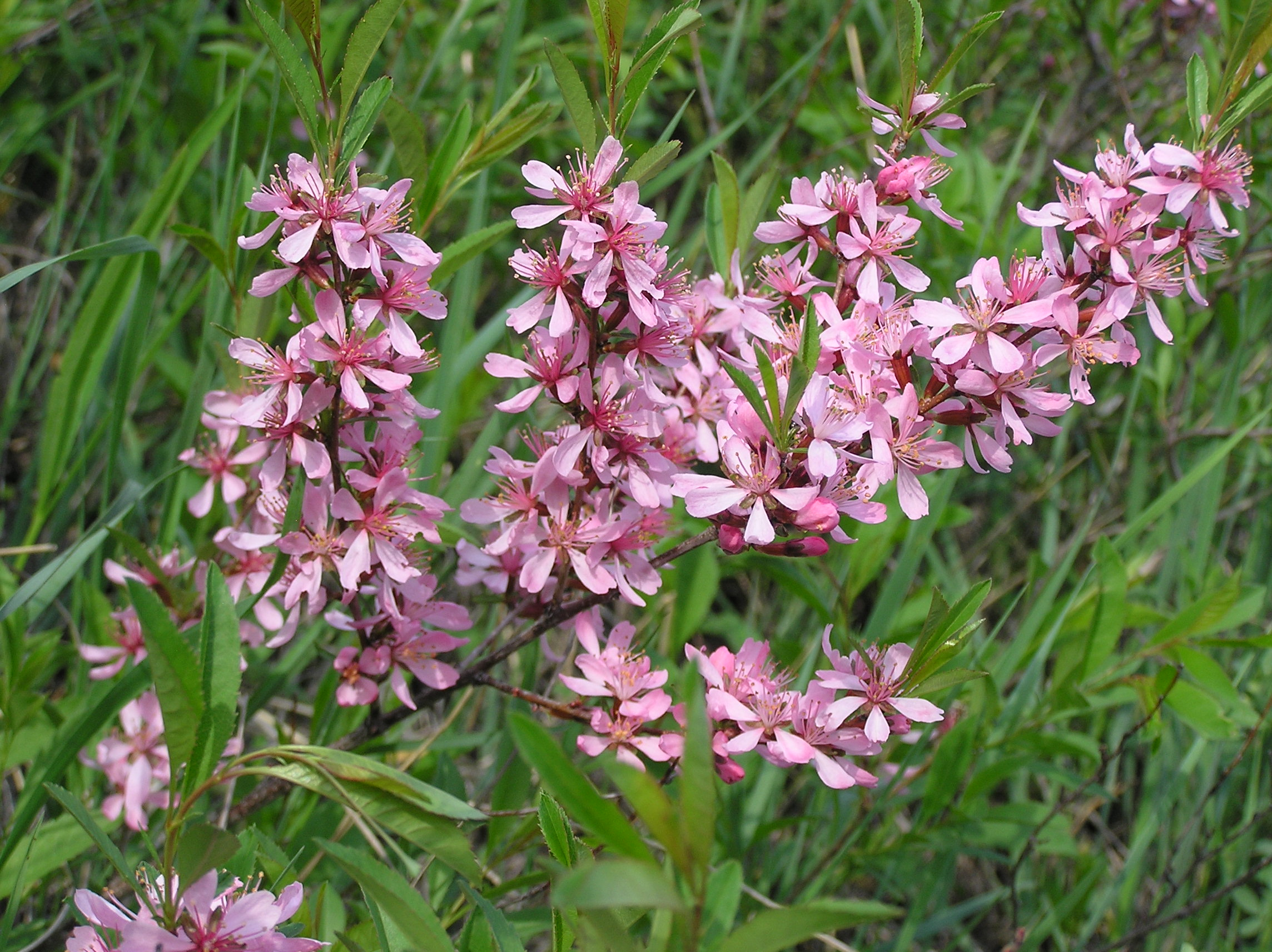
Amandier nain en fleurs.